# Eudryoctenes
Eudryoctenes is een kevergeslacht uit de familie van de boktorren (Cerambycidae). De wetenschappelijke naam van het geslacht werd voor het eerst geldig gepubliceerd in 1911 door Hintz.

## Soorten
Eudryoctenes omvat de volgende soorten:
- Eudryoctenes africanus (Jordan, 1903)
- Eudryoctenes spinipennis (Breuning, 1978)